# 춘천교육대학교부설초등학교
춘천교육대학교 부설초등학교는 대한민국 강원특별자치도 춘천시 효자동에 있는 국립 초등학교이다.

## 학교 연혁
- 1939년 5월 1일 춘천사범학교 부속심상소학교 개교(6학급)
- 1941년 4월 1일 춘천사범학교부속국민학교로 개칭
- 1962년 3월 1일 춘천교육대학부속국민학교로 개칭
- 1993년 3월 1일 춘천교육대학교부속국민학교로 개칭
- 1996년 3월 1일 춘천교육대학교부속초등학교로 개칭
- 2001년 3월 1일 춘천교육대학교부설초등학교로 개칭

- 1951.02.01. 6.25 사변으로 교사 전소
- 1954.04.01. 12학급 증설 인가
- 1976.11.17. 제3375부대와 자매결연
- 1979.03.01. 18학급으로 증설 인가
- 1995.09.04. 학교 운영위원회 구성
- 2004.09.22. 달별솔관 준공
- 2010.02.19. 학교 본동 교사 신축, 야우리도서관 준공
- 2010.03.01. 유네스코 협동학교 지정
- 2010.09.01 운동장 스탠드 및 환경 조성
- 2011.02.10 제71회 졸업식(졸업생 7,680명)
- 2011.09.07 영어 전용실 및 돌봄교실 설치, 실외 놀이터 조성
- 2012.02.08 제72회 졸업식(졸업생 7,763명)
- 2013.02.13 제73회 졸업식(졸업생 7,847명)
- 2014.01.14. 학부모회 학교 참여 활동 우수학교 교육부 표창
- 2014.01.16. 교육부 선정 전국 인성교육 우수학교 수상
- 2014.12.11. 전국 100대 교육과정 최우수학교 수상
- 2015.12.20. 달별솔관 및 꿈누리관 리모델링
- 2016.09.10. 교문 진입로 확장 공사
- 2017.01.17. 교육부 선정 인성교육 우수학교 선정
- 2017.11.01. 스마트리소스교실 준공
- 2018.12.31. 제79회 졸업식(총 8,303명 졸업)
- 2019.03.01. 제18대 이수인 교장 취임

- 1941.11.01 춘천시 석사동 정규교사 신축 이전
- 1952.04.01 효자2동으로 교사 이전
- 1953.11.20 약사동으로 교사 이전
- 1961.05.15 효자2동으로 교사 신축 이전

- 1948.03.01. 제2대 정봉교 교장 취임
- 1948.04.01. 제3대 김석래 교장 취임
- 1962.05.15. 제4대 유성열 교장 취임
- 1962.07.31. 제5대 유재수 교장 취임
- 1969.05.22. 제6대 남궁숙 교장 취임
- 1972.07.10. 제7대 현재학 교장 취임
- 1978.03.01. 제8대 이기천 교장 취임
- 1989.03.01. 제10대 이학래 교장 취임
- 1994.09.01. 제11대 심상운 교장 취임
- 1997.07.01. 제12대 함종학 교장 취임
- 1999.09.01. 제13대 사준환 교장 취임
- 2004.03.01. 제14대 박현상 교장 취임
- 2007.03.01. 제15대 이화주 교장 취임
- 2010.03.01. 제16대 김정숙 교장 취임
- 2016.03.01. 제17대 한만식 교장 취임
- 2019.03.01. 제18대 이수인 교장 취임
- 2022.09.01. 제19대 신권식 교장 취임

## 참고 자료
- 춘천교육대학교부설초등학교 - 한국교육학술정보원 학교알리미

## 학교 상징
- 교화 (철쭉)
- 교목 (향나무)